# Fire King
Fire King è un videogioco di ruolo d'azione uscito nel 1989 per Commodore 64 e nel 1990 per DOS, seguito di Demon Stalkers e appartenente al filone di Gauntlet. Venne sviluppato e pubblicato rispettivamente dalle australiane Micro Forte e Strategic Studies Group, quest'ultima alla sua prima produzione al di fuori dei wargame, e distribuito da Electronic Arts.

## Modalità di gioco
Il gioco è per giocatore singolo o due alleati in simultanea, con l'obiettivo di liberare una terra fantasy invasa da creature ostili. Ciascun giocatore può scegliere il suo personaggio tra 6 disponibili, aventi differente valore nei tre attributi: forza in attacco, armatura e abilità magica.
Il giocatore/i deve esplorare un ampio territorio a scorrimento multidirezionale, con visuale dall'alto leggermente inclinata, comprendente interni di edifici, spazi aperti e sotterranei.
È possibile camminare e sparare nelle otto direzioni, per combattere i vari tipi di nemici e raccogliere gli oggetti necessari. Si dispone di una sola vita e di una quantità di punti ferita.
Ogni personaggio ha 7 "tasche", ciascuna in grado di contenere fino a 9 oggetti dello stesso tipo, ad esempio una tasca può contenere una scorta di chiavi per aprire porte. Tuttavia esistono più di 7 tipi di oggetti, quindi non è possibile possederli tutti contemporaneamente. Nei luoghi appositi si possono anche comprare e vendere oggetti; il denaro non richiede una tasca ed è conteggiato a parte.
Informazioni utili si possono ottenere dai libri ritrovati in giro o acquistandole. Un'ampia varietà di oggetti magici permette di ottenere effetti quando vengono utilizzati o anche di potenziare temporaneamente o permanentemente gli attributi del personaggio. In generale l'abilità magica del personaggio influisce sull'efficacia degli oggetti magici che usa.
Oltre all'apparenza da sparatutto si tratta di un gioco relativamente complesso, con componenti di avventura e strategia ed enigmi da risolvere. La confezione originale include tre mappe cartacee e indicazioni dettagliate nel manuale su come completare la prima parte. C'è la possibilità di salvare su disco la partita.